# 唐伯虎點秋香 (電影)
《唐伯虎點秋香》是由李力持執導的香港電影，藍本來自《三笑姻緣》，由周星馳、鞏俐、陳百祥主演，本片為周星馳代表作之一，於1993年7月1日在香港上映，在28日内创下4,017万港元票房，成为当年香港港產片票房冠军。

## 故事大綱
江南四大才子之一唐伯虎（周星馳飾）雖擁有立嬌妻，可惜同床異夢，內心孤寂不己。寧王（林威飾）意圖造反，卻招攬唐伯虎，唐伯虎為了避禍打算離出家門。某天，四大才子出遊巧遇華太師夫人（鄭佩佩飾）進廟上香，唐伯虎為侍女秋香（鞏俐飾）所著迷，為見佳人不惜賣身至華府為奴，改名華安。華夫人與唐家有深仇大恨，但秋香暗地卻十分仰慕唐伯虎的才華。秋香原本看不起華安，甚至誤會華安是淫賊，直到華安出面代秋香頂罪，秋香才對華安改觀，同時薦舉華安升為書僮。寧王帶人至華府找碴，華安無論是詩詞書畫及武功都略勝一籌，令寧王敗興而歸，華安雖解除了華府的危機卻也曝露了自己的真實身份。奪命書生（劉家輝飾）再次大鬧華府，唐伯虎以家傳武功打敗奪命書生，夫人也同意將秋香許配給唐伯虎……

## 演員

### 唐府
| 演員   | 角色            | 粵語配音 | 國語配音 |
| 周星馳 | 唐天豪 / 唐伯虎 | 周星馳   | 石班瑜   |
| 朱咪咪 | 朱茜            | 何錦華   | 崔幗夫   |
| 藍潔瑛 | 唐伯虎之妻      | 藍潔瑛   |          |
| 陳家碧 | 唐伯虎之妻      |          |          |
| 李綺霞 | 唐伯虎之妻      |          |          |
| 黃鳳瓊 | 唐伯虎之妻      |          |          |
| 梁綺麗 | 唐伯虎之妻      |          |          |
| 黃穎儀 | 唐伯虎之妻      |          |          |
| 金磊   | 唐伯虎之妻      |          |          |
| 吳越萍 | 唐伯虎之妻      |          |          |
| 曾健明 | 家丁            | 陳永信   |          |

### 江南四大才子
| 演員   | 角色   | 粵語配音 | 國語配音 |
| 周星馳 | 唐伯虎 | 周星馳   | 石班瑜   |
| 陳百祥 | 祝枝山 | 陳百祥   | 李香生   |
| 吳鎮宇 | 文徵明 | 吳鎮宇   | 于正昇   |
| 陳輝虹 | 周文宾 | 羅偉傑   | 王彼得   |

### 華府
| 演員   | 角色                      | 粵語配音 | 國語配音 |
| 黃霑   | 華太師                    | 黃霑     | 陳宗岳   |
| 鄭佩佩 | 華夫人                    | 龍寶鈿   | 李映淑   |
| 黃一山 | 華文                      | 黃一山   | 于正昇   |
| 李家聲 | 華武                      |          | 王彼得   |
| 苑瓊丹 | 石榴                      | 苑瓊丹   | 王華怡   |
| 梁家仁 | 武狀元                    | 梁家仁   | 徐健春   |
| 黎彼得 | 西賓                      | 楊捷康   | 沈光平   |
| 周星馳 | 華安（華府終身編號 9527） | 周星馳   | 石班瑜   |
| 黎靖雪 | 婢女                      |          |          |

### 華府四婢
| 演員   | 角色 | 粵語配音 | 國語配音 |
| 賈天怡 | 春香 |          |          |
| 宣萱   | 夏香 | 曾秀清   |          |
| 巩俐   | 秋香 | 何錦華   | 劉小芸   |
| 溫翠蘋 | 冬香 |          |          |

### 寧王府
| 演員   | 角色     | 粵語配音 | 國語配音 |
| 林威   | 寧王     | 馮永和   | 沈光平   |
| 谷德昭 | 對穿腸   | 楊捷康   | 陳宗岳   |
| 劉家輝 | 奪命書生 | 陳永信   | 李香生   |
| 朱鐵和 | 寧王使节 | 楊捷康   | 王彼得   |
| 凌漢   | 御醫     |          | 沈光平   |

### 四大淫俠
| 演員   | 角色        | 粵語配音 | 國語配音 |
| 劉錫賢 | 東淫        | 楊捷康   | 沈光平   |
| 姜皓文 | 西賤        | 黃志明   |          |
| 何英偉 | 南咸 (南蕩) | 高翰文   | 于正昇   |
| 王偉樑 | 北濕 (北色) |          | 王彼得   |

### 其他
| 演員   | 角色           | 粵語配音 | 國語配音 |
| 梁榮忠 | 賣身葬全家之人 | 梁榮忠   | 孫德成   |
| 李健仁 | 如花           |          | 徐健春   |
| 余國樂 | 船夫           |          | 沈光平   |

## 武器、毒藥、武功
電影中有不少關於武器、毒藥、武功的解説詞，是本影片的特色之一。

### 武器
| 名稱                                                                                     | 介紹 |
| 霹靂雷珠                                                                                 | 朱茜特製暗器，外表看似紅豆，爆炸威力無窮。 |
| 唐家霸王槍                                                                               | 唐家代代相傳的武器，因唐天豪在與奪命書生決戰時被書生奪命劍拆去槍頭，所以傳予唐伯虎時，將槍頭材質由純鋼改變為寒鐵（但仍被拆掉）。因唐天豪輸給奪命書生，故在兵器譜上排名第三，唐伯虎打贏奪命書生後變為第一。但唐伯虎是以無槍的槍頭插中奪命書生是用槓桿原理。 |
| 書生奪命劍                                                                               | 奪命書生的武器，兵器譜上排名第二。可以削斷純鋼，與唐伯虎對打時更可以削斷寒鐵。 |
| 小李老母飛刀 （「小李老母」為粵語粗口「屌你老母」的諧音。） （國語：「小李他媽的飛刀」） | 小李飛刀在兵器譜上排名第四，而小李飛刀的娘親，小李老母飛刀在兵器譜上排名第一，已去世。 |

### 毒藥
| 名稱                                                                       | 介紹 |
| 一日冚包散 （「冚包散」為粵語粗口「冚家鏟」之諧音。） （國語：一日喪命散） | 華夫人最強的毒藥。由七種不同的毒蟲和鶴頂紅提煉七七四十九日製成。服用後武功全失、經脈逆流、胡思亂想而致走火入魔，最後會血管爆裂而死。                                                                                               |
| 含笑半步釘 （「釘」為粵語「死」的俗語。） （國語：含笑半步顛）             | 唐伯虎隨口胡謅的毒藥。看似麥提莎，成份有蜂蜜、川貝、桔梗、天山雪蓮（頭三種成份有向京都念慈菴川貝枇杷膏致敬之意），不須冷藏，亦不含防腐劑，除了毒性猛烈之外，味道還很好吃。服用後絕不能走半步路，或者面露笑容，否則會全身爆炸而死。 |

### 武功
| 名稱                            | 介紹 |
| 十字追魂棍                      | 秋香的絕招，為了把9527趕出房間而使出。 |
| 面目全非腳                      | 奪命書生的武功，能使被踢中的人面目全非，眼歪嘴斜。（春香被踢中3腳、夏香8腳、秋香30腳以上） |
| 還原靚靚拳 （國語：還我漂漂拳） | 唐伯虎的武功之一，失傳已久的拳法，可以將「面目全非腳」的效力抵銷，甚至有美容的功效。 |
| 回馬槍                          | 唐家霸王槍招數之一，弄個破綻回身將槍刺入對方胸口。唐天豪與奪命書生決戰時所用的最後一招，但槍頭被卸去而反被擊敗，唐伯虎則練成沒槍頭也可以捅穿敵人，這招也是劇中唐伯虎最後殺死奪命書生的招數，也是用了槓桿原理。 |
| 氣吞天下                        | 唐伯虎的武功之一，能夠吹起狂風，為了吹起眾多新娘的遮頭紅布。 |
| 無風起浪                        | 華夫人的武功之一，亦能吹起狂風，為對抗唐伯虎「氣吞天下」將新娘們裙襬吹起遮臉。 |
| 如來神掌                        | 唐伯虎的武功之一，電影中出現隔山打牛一式。打出電擊線，可將在一定距離外的人彈上半空。可以單打一掌，或雙管齊下。 |
| 龜波氣功                        | 唐伯虎的武功之一，致敬七龍珠，華文與華武觀測其戰鬥值高達好幾百萬。 |
| 改變脈象                        | 唐伯虎的武功之一，改變脈象彈出樂曲以蒙騙御醫。兩段樂曲的小段分別為作曲家羅西尼的作品威廉·泰爾和將軍令的一小段。電影配樂中所彈奏的威廉·泰爾的樂句為當時香港亞洲電視的賽馬電視直播節目選用的開場音樂，此舉向該節目致敬；而將軍令為電影黃飛鴻系列的主題曲「男兒當自強」的原曲（由林子祥主唱），此舉向該電影系列致敬。 |
| 移花接木                        | 華夫人的武功之一，可改變「隔山打牛」的行進軌道。 |
| 腳氣刀（假稱）                  | 奪命書生和唐伯虎的武功，招式向街頭霸王的角色凱爾致敬，先將腳在空中虛畫半圓；猛力踢出新月型的氣刀，其威力可以在柱子上留下深深的腳印。真名沒有交代。 |

## 影片歌曲
- 主題曲及插曲《求神》由香港著名填詞人林夕填詞、香港歌手林帆和香港基督徒音樂事工協會前職員梁兆基主唱，原為粵樂《百鳥和鳴》，早在五十年代就獲改編為電影《唔嫁》的同名主題曲和粵劇《唐伯虎點秋香》的唱段[4]。

- 文化人馮睎乾指片中的《雞翼歌》（烧鸡翼，我自細钟意食）原是1969年沈殿霞主演電影《餐搵餐食餐餐有》的歌曲《為食經》（與《雞翼歌》曲調不一致，《為》曲調與先後被鄭君綿和新馬師曾主唱歌曲《賭仔自嘆》/白鳳主唱的《新載歌載舞》更加相似），然後由林夕重新作詞[5]；但亦有另外兩種說法，指原曲應是粵曲《三笑姻緣之虎丘山上逢美》（又稱《虎丘驚艷》），或是由嚴華作曲、周璇主唱的國語歌《花花姑娘》[6]。

|    | 名稱           |
| -- | -------------- |
| 01 | 片頭           |
| 02 | 求神           |
| 03 | 勇往直前       |
| 04 | 懸疑之夜       |
| 05 | 夜             |
| 06 | 抒情主題       |
| 07 | 恰恰           |
| 08 | 一笑驚豔       |
| 09 | 追舟           |
| 10 | 求神           |
| 11 | 地獄           |
| 12 | 嬉戲           |
| 13 | 二笑心跳       |
| 14 | 白攬打鼓       |
| 15 | 三笑哈利路亞   |
| 16 | 天堂           |
| 17 | 寧王闖府       |
| 18 | 校量           |
| 19 | 書僮顯威       |
| 20 | 主僕聯手戰頑兇 |
| 21 | 好事多磨       |
| 22 | 危機四伏       |
| 23 | 最後關頭       |
| 24 | 抱着美人飛     |

## 軼事
- 片中「秋香」一角原定是王祖賢演出，由於檔期問題未能成行，後改為巩俐演出[7]。
- 影片中鞏俐的演出頗受爭議，有影評認為她的表演過於呆板，與影片風格不合，而鞏俐也拒絕了一些豎起頭髮、化醜妝的情节。在一個鞏俐專訪中，她本人表示當年去拍的時候，张艺谋還跟她說：「你就當和他們一起玩嘛。」，後來鞏俐覺得當時沒有放開去做感到可惜。更說過自己電影經歷中最喜歡《唐伯虎點秋香》，是因為遺憾沒有拍好，所以才喜歡。[8][9]
- 周星驰在接受访问时坦言片中的武打戏份灵感来自于日本漫画《龙珠》，最喜欢的情节为“自己抱了秋香上去，谁知一掀起头巾原来是另一个人（石榴姐）那幕”，但也只是“合格”水平。[10]

- 1993年本片上映時曾經在臺灣中南部公映3天重新配音的臺語版，主因是學者電影公司老闆為了孝敬不會說聽國語的母親而做的。早期僅有VHS臺語影帶版，後來由星樂園工作團隊及石班瑜老師接手進行重新配音，製作數位修復的臺語版本。[11]

## 其他
有傳戲中對聯為黃霑《不文集》的作品，或為偽托。《不文集》本是引用、翻譯他人作品為主（黃霑並無自稱原創）。電影版與原版所用字眼雖略有差異，但也無証據証明改編者為黃霑。「我上等威風，顯現一身虎膽」 、「你下流賤格，露出半個龜頭」 、「冚家鏟泥齊種樹」 、「汝家池塘多鮫魚」、「魚肥果熟嫲撚飯」 、「你老母兮親下廚」幾句的出處待考。
| 電影版 | 原版 | 出處                                                        |
| --- | --- | ----------------------------------------------------------- |
| 對穿祥：「一鄉二里共三夫子，不識四書五經六義，竟敢教七八九子，十分大膽」 唐伯虎：「十室九貧，湊得八兩七錢六分五毫四厘，尚且三心二意，一等下流」 | 鄉村學館：「一鄉二館三先生，不學四書五經六藝，爭教七八九子，十分可惡」 某先生：「十家九姓八頭目，未賜七兩六錢五釐，妄出四三二言，一等下流」 | 中國民間故事                                                |
| 對穿祥：「畫圖裡，龍不吟，虎不嘯，小小書僮可笑可笑」 唐伯虎：「棋盤內，車無輪，馬無韁，叫聲將軍提防提防」                                       | 曹尚書：「龍不吟，虎不嘯，魚不躍，蟾不跳，笑殺畫中劉海」 解縉：「車無輪，馬無鞍，象無牙，炮無煙，悶死陣裡將軍」                             | 明代話本《解學士詩話》                                      |
| 對穿祥：「鶯鶯燕燕翠翠紅紅處處融融洽洽」 唐伯虎：「雨雨風風花花葉葉年年暮暮朝朝」                                                               | 無差別 | 清人，據傳為寄塵和尚                                        |
| 對穿祥：「十口心思，思君思國思社稷」 唐伯虎：「八目尚賞，賞花賞月賞秋香」                                                                       | 清代皇帝「十口心思，思父思母思妻子。」 林紹棠「寸身言謝，謝天謝地謝君皇。」                                                                 | 程瞻廬（1943年卒）《唐祝文周四傑傳（页面存档备份，存于） 》 |
| 對穿祥：「冚家剷泥齊種樹」 唐伯虎：「汝家池塘多鮫魚」 對穿祥：「魚肥果熟嫲撚飯」 唐伯虎：「你老母兮親下廚」                                     | 無差別 | 不明來歷                                                    |

## 播放時間
| 香港 無綫電視TVB Plus 星期六20:30-22:40節目 | 香港 無綫電視TVB Plus 星期六20:30-22:40節目    | 香港 無綫電視TVB Plus 星期六20:30-22:40節目 |
| ------------------------------------------- | ---------------------------------------------- | ------------------------------------------- |
|                                             | 永遠懷念鄭佩佩：唐伯虎點秋香 （2024年7月20日） |                                             |
| 玲玲友情報 (2024年7月20日)                  | 繼承者們 （2024年7月20日）                     |                                             |

## 外部連結
- 開眼電影網上《唐伯虎點秋香》的資料（繁體中文）
- 豆瓣电影上《唐伯虎點秋香》的資料 （简体中文）
- 香港影庫上《唐伯虎點秋香》的資料（繁體中文）
- AllMovie上《唐伯虎點秋香》的资料（英文）
- 爛番茄上《唐伯虎點秋香》的資料（英文）
- 互联网电影数据库（IMDb）上《唐伯虎點秋香》的资料（英文）
- 在Netflix上觀看《唐伯虎點秋香》